# Marc Lies
Pour les articles homonymes, voir Lies.
Marc Lies, né le 30 décembre 1968 à Echternach (Luxembourg), est un banquier et homme politique luxembourgeois, membre du Parti populaire chrétien-social (CSV).

## Biographie

### Études, formations et activités professionnelles
Né le 30 décembre 1968, Marc Lies, après avoir suivi une formation bancaire au sein d'une école de commerce et de gestion au Luxembourg, est employé à la Banque et caisse d'épargne de l'État (BCEE) en tant que banquier,.

### Carrière politique

#### Politique locale
Il commence sa carrière politique au niveau local au sein  de la commune d'Hesperange. Membre du Parti populaire chrétien-social (CSV) depuis 1998, il est élu conseiller communal en 1999, puis devient échevin en 2005 et accède à la fonction de bourgmestre en janvier 2009. 
À la suite des élections communales du 8 octobre 2017, Marc Lies est reconduit dans ses fonctions de bourgmestre, les chrétiens-sociaux se séparent du Parti démocratique (DP), leur ancien partenaire de coalition car ceux-ci obtiennent la majorité absolue au conseil communal. Dès lors, ils choisissent de gouverner seuls.
En juillet 2019, il déclare que « quelques millions » avaient été détournés de la commune d'Hesperange et ce « pendant plus de 20 ans ». La commune a alors déposé plainte contre X, le 21 juin, auprès du juge d'instruction de Luxembourg, pour faux en écritures publiques ou privées, usage de faux et détournement de fonds publics.

#### Politique nationale
À la suite des élections législatives luxembourgeoises du 7 juin 2009 et en raison de la nomination au gouvernement de Claude Wiseler, Marc Lies fait son entrée à la Chambre des députés pour la circonscription Centre, où il représente le Parti populaire chrétien-social (CSV). Réélu aux élections législatives de 2013 et 2018, il préside la Commission des Comptes et est vice-président de celle du Logement.